# Галия Аквитания
Вижте пояснителната страница за други значения на Аквитания.
Галия Аквитания (на латински: Gallia Aquitania) е римска провинция.
Граничи с провинциите Лугдунска Галия (Gallia Lugdunensis), Нарбонска Галия (Gallia Narbonensis) и Тараконска Испания (Hispania Tarraconensis). Отговаря на днешна Аквитания в Югозападна Франция.
Населявана е от баското племе аквитани. Завоювана е през 56 пр.н.е. от Публий Лициний Крас, легат на VII легион под командването на Гай Юлий Цезар.
Център на провинцията е град Тулуза.